# Gangsta’s Paradise (Lied)
Gangsta’s Paradise ist ein Rapsong von Coolio und L. V., der am 1. August 1995 als Single erschien. Das Lied wurde als Titelsong des Soundtracks zum Film Dangerous Minds produziert und zudem im Oktober 1995 auf dem gleichnamigen Album von Coolio veröffentlicht. Das Video wurde von Antoine Fuqua gedreht und mit dem MTV Video Music Award als bestes Rap-Video ausgezeichnet. Das Stück verkaufte sich mehrere Millionen Mal und erreichte in mehreren Ländern Platinstatus. Es ist damit Coolios kommerziell erfolgreichste Single.

## Entstehung

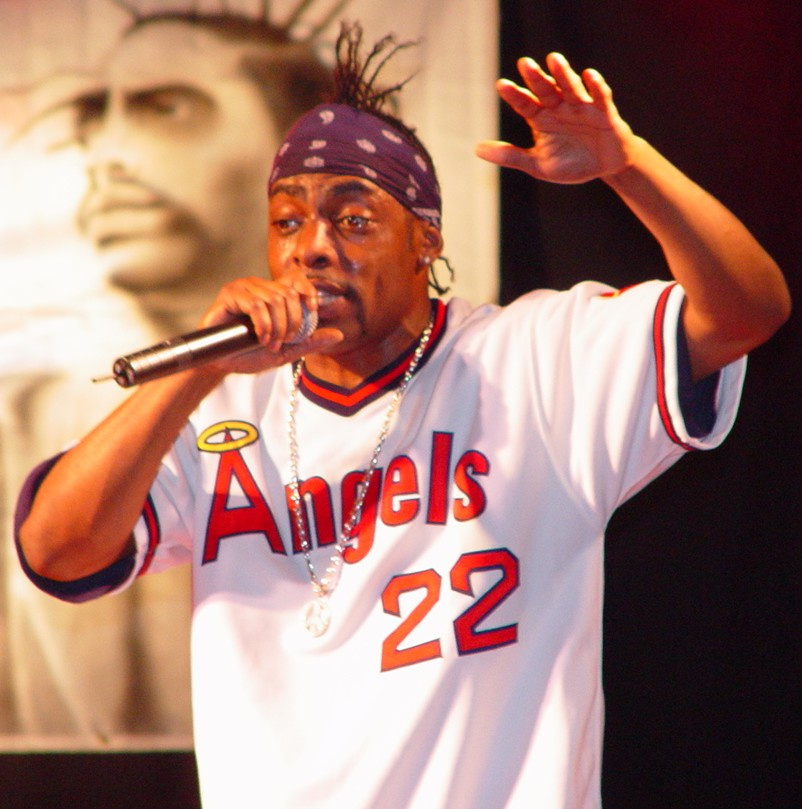
Coolio (2002)

Musikalisch basiert Gangsta’s Paradise auf dem Lied Pastime Paradise von Stevie Wonder, einem Song von dessen Album Songs in the Key of Life, das von Coolio bearbeitet wurde. Coolio gefiel an dem Song vor allem, dass er musikalisch neben dem Gesang nur von Percussion, Streichern und einem Chor begleitet wird. Der Produzent Dominic Aldridge ergänzte die Komposition um eine Basslinie, um ihn thematisch an das Thema anzupassen und ihm mehr düsteres Pathos und „Street Credibility“ zu geben.
Die Strophen rappt Coolio, den Refrain singt L. V.
Da Coolio sich mit seinem ersten Erfolg Fantastic Voyage vor allem als „Happy-go-lucky“-Künstler etablieren konnte, war die Plattenfirma Tommy Boy Entertainment skeptisch gegenüber dem Song und befürchtete, dass er mit einem solch schweren Stück seine Fanbasis vergraulen könnte, die eher sonnige und heitere Musik erwarte. Erst, als sich nach Veröffentlichung von Dangerous Minds, wo der Song für den Trailer und als Titelsong eingesetzt wurde, ein vermehrtes Interesse beim Publikum feststellen ließ, veröffentlichte das Label die Single, die international ein Nummer-1-Hit wurde. Erst danach wurde Gangsta’s Paradise als zweites Album Coolios veröffentlicht, das in den USA zweifach mit Platin ausgezeichnet wurde.

## Inhalt
Der Song behandelt kritisch die Brutalität und Kriminalität der Gangsta-Szene an der West Coast aus der Sicht eines 23-Jährigen, der in einem West-Coast-Ghetto lebt und aufwächst. Er ist damit an den Inhalt des Films Dangerous Minds angepasst. Dort spielt Michelle Pfeiffer eine Englischlehrerin an der Inner-City High School im kalifornischen East Palo Alto. Ihre Schüler gehören allesamt der Unterschicht an, und viele von ihnen sind Mitglieder von Gangs oder verkaufen Drogen.
Das Stück beginnt mit einem Zitat aus dem Psalm 23:4 aus der Bibel „As I walk through the valley of the shadow of death“, weicht danach aber davon ab und beendet den ersten Satz mit den Worten „I take a look at my life / And realize there’s nothin' left.“ Die erste Strophe gibt eine Situationsbeschreibung des Lebens auf der Straße wieder. Mit den Zeilen „You better watch how you're talking and where you're walking / Or you and your homies might be lined in chalk“ wird die Gefährlichkeit dargestellt – die falsche Art, zu sprechen, oder der falsche Ort können dazu führen, getötet zu werden. Der Protagonist stellt mit dem Satz „I’m the kinda G the little homies wanna be like“ dar, dass er zu denjenigen gehört, der als Vorbild an der Spitze der Gangs steht, zugleich aber unzufrieden damit ist und verzweifelt nach einem Ausweg sucht und betet. („Cause I've been blasting and laughing so long, / That even my mama thinks that my mind is gone“, „On my knees in the night saying prayers in the streetlight“)
In der zweiten Strophe stellt der Protagonist die Beweggründe seines Lebens dar, die er vor allem auf seine Herkunft bezieht (”The ghetto situation, they got me facin’ / I can’t live a normal life, I was raised by the street“). Sein Bestreben ist es, vor allem schnell Geld zu machen („I’m an educated fool with money on my mind / Got my ten in my hand and a gleam in my eye“), und für ihn ist die Situation ausweglos, und er ist sich bewusst, dass er jeden Moment mit dem Tod in der Straße konfrontiert werden kann („Death ain't nothing but a heartbeat away, / I’m living life, do or die, what can I say / I’m 23 now, but will I live to see 24?“).
Auch die dritte Strophe bezieht sich auf das schnelle Geld und das schnelle Leben ohne Perspektive („Power and the money, money and the power / Minute after minute, hour after hour / Everybody’s running, but half of them ain't looking / What’s going on in the kitchen, but I don’t know what’s cookin'“). Mit den letzten Zeilen stellt er dann auch einen direkten Bezug zur Schule und damit zu dem Film her, für den das Lied geschrieben wurde – der Protagonist stellt klar, dass alle ihm sagen, er soll lernen, aber er begreift nicht, wie ein Lehrer, der seine Probleme nicht versteht, ihn erreichen soll („They say I gotta learn, but nobody’s here to teach me / If they can’t understand it, how can they reach me / I guess they can’t, I guess they won’t / I guess they front, that’s why I know my life is out of luck, fool“)
Der Refrain bringt das Gangsta’s Paradise als Titel in den Song. Er stellt dar, dass die Menschen in den Gangs aus diesem „Paradies“ nie herauskommen werden. („Been spending most their lives, living in the Gangsta’s Paradise / Keep spending most our lives, living in the Gangsta’s Paradise“) Im Hintergrund ist Choral-artiger Gesang zu hören. Mit dem Gesangspart „Tell me why are we, so blind to see / That the ones we hurt, are you and me?“ ergänzt der Sänger Larry Sanders alias L.V. das Lied durch ein Stoßgebet.

## Musikvideo
Das Musikvideo ist ein Zusammenschnitt aus Filmszenen des Films Dangerous Minds und eigens gedrehten Szenen mit dem Rapper Coolio. Das Video beginnt damit, dass die Lehrerin Louanne Johnson durch einen mit Schülern bevölkerten Schulflur geht, um dann in einen Raum zu kommen, in dem der Rapper allein sitzt und raucht. Sie setzt sich diesem gegenüber und lässt sich von ihm die Story des Songs erzählen. Zwischen den Dialogszenen werden verschiedene Filmszenen gezeigt, die vor allem Schüler und damit die Situation an der Schule und die Lebensumstände der Schüler darstellen. Auch der Sänger Larry Sanders wird gezeigt.
Das Musikvideo wurde auf YouTube über eine Milliarde Mal aufgerufen (Stand: September 2022).

## Preise
Der Song wurde bei den Grammy Awards 1996 für die „Best Rap Solo Performance“ ausgezeichnet und war für den „Record of the Year“ nominiert.
Das Video wurde bei den MTV Video Music Awards 1996 in New York City mit zwei Awards ausgezeichnet. Es gewann den Preis als Bestes Rap Video vor California Love von 2Pac und den Preis als Bestes Video aus einem Film. Das Video war auch nominiert in der Viewer’s Choice Kategorie, ging dort aber leer aus.

## Kommerzieller Erfolg

### Chartplatzierungen
Das Lied erreichte in vielen Ländern Platz eins der Singlecharts, darunter in Deutschland, Österreich, der Schweiz, im Vereinigten Königreich und in den Vereinigten Staaten. Ebenso erreichte der Song Platz eins in den US-amerikanischen Jahrescharts für 1995.
| ChartsChartplatzierungen       | Höchstplatzierung | Wochen |
| ------------------------------ | ----------------- | ------ |
| Deutschland (GfK)              | 1 (54 Wo.)        | 54     |
| Österreich (Ö3)                | 1 (35 Wo.)        | 35     |
| Schweiz (IFPI)                 | 1 (62 Wo.)        | 62     |
| Vereinigte Staaten (Billboard) | 1 (38 Wo.)        | 38     |
| Vereinigtes Königreich (OCC)   | 1 (36 Wo.)        | 36     |

| ChartsJahrescharts (1995)      | Platzierung |
| ------------------------------ | ----------- |
| Deutschland (GfK)              | 2           |
| Österreich (Ö3)                | 21          |
| Vereinigte Staaten (Billboard) | 1           |
| Vereinigtes Königreich (OCC)   | 5           |

| ChartsJahrescharts (1996)      | Platzierung |
| ------------------------------ | ----------- |
| Deutschland (GfK)              | 14          |
| Österreich (Ö3)                | 6           |
| Schweiz (IFPI)                 | 15          |
| Vereinigte Staaten (Billboard) | 33          |
| Vereinigtes Königreich (OCC)   | 67          |

### Auszeichnungen für Musikverkäufe
| Land/Region                  | Auszeichnungen für Musikverkäufe (Land/Region, Auszeichnung, Verkäufe) | Verkäufe  |
| ---------------------------- | ---------------------------------------------------------------------- | --------- |
| Australien (ARIA)            | 3× Platin                                                              | 210.000   |
| Belgien (BRMA)               | Platin                                                                 | 50.000    |
| Dänemark (IFPI)              | 2× Platin                                                              | 180.000   |
| Deutschland (BVMI)           | 2× Platin                                                              | 1.000.000 |
| Frankreich (SNEP)            | Platin                                                                 | 200.000   |
| Griechenland (IFPI)          | 2× Platin                                                              | 40.000    |
| Italien (FIMI)               | 2× Platin                                                              | 200.000   |
| Neuseeland (RMNZ)            | 6× Platin                                                              | 180.000   |
| Niederlande (NVPI)           | Platin                                                                 | 50.000    |
| Norwegen (IFPI)              | 4× Platin                                                              | 80.000    |
| Österreich (IFPI)            | Platin                                                                 | 50.000    |
| Portugal (AFP)               | 2× Platin                                                              | 20.000    |
| Schweiz (IFPI)               | 2× Platin                                                              | 100.000   |
| Spanien (Promusicae)         | 2× Platin                                                              | 120.000   |
| Vereinigte Staaten (RIAA)    | 3× Platin                                                              | 3.000.000 |
| Vereinigtes Königreich (BPI) | 5× Platin                                                              | 3.000.000 |
| Insgesamt                    | 39× Platin ·                                                           | 8.480.000 |

Hauptartikel: Stevie Wonder/Auszeichnungen für Musikverkäufe

## Coverversionen
Viele Coverversionen und Parodien beziehen sich auf den Song. So erreichte Amish Paradise von Weird Al Yankovic im folgenden Jahr Platz 53 der US-Charts. Die Coverversion führte zu einem Streit zwischen Coolio und dem Komiker, da Coolio mit der Interpretation unzufrieden war und seinen Song entweiht sah. Der Streit wurde beigelegt, und beide traten bei den American Music Awards gemeinsam auf. Sarah Connor zitierte die Melodie des Liedes im Song Undressed auf ihrem Album Green Eyed Soul aus dem Jahr 2001.
2008 veröffentlichte die Thrash-/Death-Metal-Band Artas eine Coverversion des Liedes auf ihrem Album The Healing.
2010 veröffentlichte Eko Fresh zusammen mit Ado Kojo eine deutsche Coverversion auf dem Album Freezy Bumaye 1.0.
Im Februar 2011 erschien eine Remix-Single mit Versionen unter anderem von Rico Bernasconi. Der Titel erhielt daraufhin wieder neue Popularität, konnte sich allerdings nicht in den Charts platzieren. Im ebenfalls 2011 erschienenen Kinofilm The Green Hornet singen die beiden Protagonisten in ihrem Auto dieses Lied, als sie auf der Suche nach Verbrechen durch die Stadt fahren.
Das Original hat einen kurzen Auftritt im offiziellen Launch-Trailer des im November 2015 erschienenen Spiel Need for Speed.
2014 veröffentlichte die neuseeländische Hard-Rock-Band Like a Storm eine Coverversion. Das Lied ist auf dem Album Awaken the Fire enthalten. Angelo Kelly trat 2020 mit dem Song in der Sendung The Masked Singer auf.
2018 veröffentlichte Offen un’ ehrlich (SR) eine Parodie mit dem Titel Elmshorns Paradise.